# 合同労働組合
合同労働組合（ごうどうろうどうくみあい）とは、日本における労働組合の組織形態の一つで、所属する職場や雇用形態に関係なく、産業別、業種別、職業別、地域別等に組織すること。略称は合同労組（ごうどうろうそ）。ユニオンと称することもある。主に、組合の無い中小零細企業の労働者が個人単位で加入するが、社内労組にも加入している大手企業の従業員が加入する場合もある。

## 定義
中央労働委員会は、合同労働組合を「企業の枠を超えて、主に中小企業の労働者を一定の地域単位で組織し、特定企業への所属を条件としない個人加入できる組合」であると定義している。
日本の雇用慣行においては、労働組合の多くが企業別労働組合であり、実際に加入しているのは、大企業の従業員が中心である。企業内労働組合の多くは労使協調路線を取り、労働者の権利保護のために積極的に会社と戦うことは少なく、場合によっては「御用組合」と化すこともある。一方中小零細企業では企業内に組合がないことが多々ある。組合が無い場合、労働者にとって不利な雇用契約を結ばされたり、労働の環境が悪かったり、その他、労働者が不利な立場に陥ることがある。そこで組合を作ろうにも同調者がいれば良いが、そうでない場合もある。また一人で出来る事も限られている。さらに、企業内労働組合の多くは正社員のみを組織対象としていて、非正規雇用社員（非正社員）は勤務先に組合があっても加入できないこともある。
合同労働組合は、こうした企業別労働組合では組織しにくい労働者を地域ごとに個人加盟原則によって組織する点に特徴がある。合同労働組合の「合同」とは、先の定義でいう「企業の枠を超えて」という点に最も注目される（産業別労働組合が主流の欧米諸国では労働組合が企業横断的に組織されるのは当然であり、ことさら「合同」を強調する必要はない）。
多くの合同労働組合に共通する特徴として、以下のものが挙げられる。
1. どんな職業でも加入できる。
2. 一人でも加入できる。
3. 職場に組合が無くても加入できる。
4. 雇用形態に関係なく加入できる。
5. 中小企業の労働者の加入が多い。
6. 特定地域に活動の基盤を置く。

## 地域ユニオン
企業別労働組合は、企業を単位としているので、事業所・工場が地域を異にしても従業員を同組合に組織しているが、合同労働組合は、活動の限界を考えて組織範囲を特定地域に限定することが普通である。
近年、「ユニオン」と称する労働組合の活動が目立つが、これも個人加入を原則とする合同労働組合の一種と考えることができる。とりわけ地域ユニオン（コミュニティ・ユニオン）は、企業別組合から排除されたパート・アルバイト・派遣労働者などの非正規労働者や管理職を対象とすることが多い。地域ユニオンをはじめとする多くのユニオンには、労働者が解雇・雇い止め・労災・いじめなどの深刻な問題に直面した後に、問題の解決を求めて加入する場合も多い（駆け込み加入）。これらのユニオンは、労働者の権利救済など個別紛争の解決に大きな役割を果たしている。一方で、労働基準引き上げという組合本来の役割という点では大きな限界をもっている。

## 日本の主な合同労働組合

### 現在あるもの
- 連合系
  - 全国コミュニティ・ユニオン連合会（略称：全国ユニオン、連合に加盟）
    - 東京管理職ユニオン
    - プレカリアートユニオン
    - 東京ユニオン (労働組合)

  - JAM（ものづくり産業労働組合）（連合に加盟）
  - 全日本自治団体労働組合全国一般評議会（略称：自治労全国一般、全日本自治団体労働組合（自治労）を通じて日本労働組合総連合会（連合）に加盟）
  - 全国繊維化学食品流通サービス一般労働組合同盟（略称：UAゼンセン、連合に加盟）
  - 大阪地域合同労働組合(1972年結成の大阪府下の中小企業･保育園などを組織する地域合同労組。大阪地方ユニオンを通じて日本労働組合総連合会（連合）に加盟)
- 全労連系
  - 全労連・全国一般労働組合（略称：全労連・全国一般、全国労働組合総連合（全労連）に加盟）
  - 青年ユニオン（全労連に加盟）
  - 全日本建設交運一般労働組合（略称：建交労、全労連に加盟）
    - 首都圏青年ユニオン
- 全労協系
  - 全国一般労働組合全国協議会（略称：全国一般全国協、全国労働組合連絡協議会（全労協）に加盟）
  - 北大阪合同労働組合（大阪の北摂地域を拠点とする地域合同労働組合）
- 労組のネットワーク・独立系
  - コミュニティ・ユニオン全国ネットワーク（略称：ユニオン全国ネット、全国ユニオンの母体組織。）
  - 全国日雇労働組合協議会（略称：日雇全協。独立系。寄せ場の日雇い労働者を組織している。）
  - 日本プロサッカー選手会
  - 日本プロ野球選手会
  - フリーター全般労働組合（略称：PAFF、独立系労働組合）
  - 総合サポートユニオン

### 過去あったもの
- 全日自労建設農林一般労働組合（建設一般、現在の建交労）
- 全国一般労働組合同盟（一般同盟、現在のUAゼンセン）